# Mozilla Add-ons
Mozilla Add-ons este website-ul oficial al Mozilla Foundation, care acționează ca depozit pentru add-on-urile software-ului Mozilla, inclusiv Mozilla Firefox, Mozilla Thunderbird, SeaMonkey și Mozilla Sunbird. Aceste add-on-uri includ extensii, teme, dicționare, bare de căutare pentru motoare de căutare, și plugin-uri. Datorită numelui său de domeniu addons.mozilla.org, site este cunoscut neoficial ca AMO.
În contrast cu mozdev.org care oferă găzduire gratuită pentru proiectele legate de Mozilla, Mozilla Add-ons este orientat spre utilizatorul final, nu doar spre dezvoltatorii de software. Versiunile ulterioare Firefox 3 includ posibilitatea preluării și afișării conținutului de pe site-ul web în managerul de add-onuri.
Pe 30 ianuarie 2008, a fost anunțat că peste 600 de milioane de add-on-uri au fost descărcate de pe site și că peste 100 de milioane de add-on-uri automat verifică site-ul pentru actualizări.
Pe 26 iulie 2012, Mozilla a anunțat că 3 miliarde de add-on-uri au fost descărcate de pe site.